# Otto Friedrich Passehl

Otto Friedrich Passehl

Otto Friedrich Passehl (* 5. Juli 1874 in Gützkow, Kreis Greifswald; † 22. April 1940 in Buchholz, Kreis Greifenhagen) war ein deutscher Politiker (SPD).

## Leben und Wirken
Otto Friedrich Passehl wurde 1874 als Sohn eines Schäfers in Gützkow geboren. Er besuchte die Volksschule in Greifswald. Danach begann er eine Ausbildung zum Bäcker, wechselte aber bald das Fach, um eine Lehre zum Müller zu absolvieren. In späteren Lebensjahren bildete Passehl sich durch Selbstunterricht und durch den Besuch von Hochschulkursen weiter. 
Als junger Mann ging Passehl mehrere Jahre auf Wanderschaft als Handwerksgeselle im In- und Ausland, gehörte dann von 1894 bis 1906 dem Infanterieregiment 61 in Thorn an, um danach einige Jahre lang in seinem Beruf als Müller zu arbeiten. In den frühen 1890er Jahren trat Passehl zudem in die Sozialdemokratische Partei Deutschlands (SPD) ein, in der er in den folgenden vierzig Jahren zahlreiche Funktionärsfunktionen wahrnahm.
In der Arbeiterbewegung engagierte Passehl, der seit 1897 verheiratet war, sich in den folgenden Jahrzehnten als Gewerkschafts- und Genossenschaftsangestellter, als Arbeitssekretär und als Redakteur in der sozialdemokratischen Presse. Von 1914 bis 1918 nahm Passehl am Ersten Weltkrieg teil, in dem er vom Landwehrmann bis zum Offiziersstellvertreter und Kompanieführer befördert wurde, mehrere Kriegsauszeichnungen erhielt und als Kriegsgeschädigter heimkehrte. 
Nach dem Ende des Krieges und der Gründung der Weimarer Republik begann Passehl verstärkt auch öffentliche Ämter wahrzunehmen. So amtierte er in den 1920er Jahren als Mitglied des Kreistages und des Kreisausschusses des Kreises Greifenhagen, als Vorstandsmitglied der Kreissparkasse und des Verwaltungsausschusses der Provinzialbank von Pommern. Des Weiteren war er Mitglied des Bezirksausschusses von Stettin, des Provinziallandtages (von 1919 bis 1933)  und des Provinzialausschusses von Pommern (von 1919 bis 1933, auch stellvertretender Vorsitzender). Der Provinziallandtag wählte ihn für den Zeitraum von Januar 1930 bis April 1933 als stellvertretendes Mitglied in den Preußischen Staatsrat. Ferner war er Gemeindevorsteher in Hohenkrug-Buchholz im Kreis Greifenhagen, Mitglied des Verwaltungsausschusses des Landesarbeitsamtes Pommern und des Finanzgerichtes Pommern. Außerdem saß Passehl im Verwaltungsrat der Pommerschen Stadtschaft und der Pommerschen Feuersozietät und in verschiedenen Steuerausschüssen und sozialen Beiräten. 
Im Mai 1924 wurde Otto Friedrich Passehl als Kandidat der SPD für den Wahlkreis 6 (Pommern) in den Reichstag gewählt. In den Jahren 1924 bis 1933 wurde er insgesamt sechs Mal wiedergewählt, so dass er dem Parlament ohne Unterbrechung bis zum Juni 1933 angehörte. Im Reichstag widmete sich Passehl in besonderem Maße der Agrar-, Sozial- und Kommunalpolitik. Im März 1933 stimmte Passehl zusammen mit den übrigen Mitgliedern der SPD-Fraktion gegen das Ermächtigungsgesetz.
Nach 1933 wurde Passehl zeitweise in Haft genommen.

## Schriften
- Ludwig Quessel. Eine Porträtskizze. In: Sozialistische Monatshefte. Nr. 37, 1931, S. 216–219.